# Marsdenia poioensis
Marsdenia poioensis är en oleanderväxtart som beskrevs av P.I. Forster. Marsdenia poioensis ingår i släktet Marsdenia och familjen oleanderväxter. Inga underarter finns listade i Catalogue of Life.